# Opel Olympia Rekord
La Olympia Rekord è un'autovettura di fascia media prodotta dal 1953 al 1957 dalla Casa automobilistica tedesca Opel.

## Profilo e storia

### Genesi ed esordio
Il progetto relativo alla futura sostituta della Olympia cominciò già nel 1939: in quei primi mesi dell'anno, il programma della Casa di Rüsselsheim prevedeva la futura realizzazione, a fianco della erede della Olympia, anche un altro modello da porre leggermente più in alto nella gamma di modelli, praticamente fra la stessa Olympia e la ben più impegnativa Kapitän. L'arrivo della guerra pose fine a gran parte di tale programma. L'unico progetto che rimase vivo nelle menti degli addetti ai lavori, sia durante sia dopo la guerra, fu quello relativo alla sostituta della Olympia. Si era infatti ancora nel 1941 quando i vertici della Casa del "fulmine" registrarono la denominazione Olympia Rekord che già avevano in mente. La ragione della doppia denominazione ha una sua ragione e un suo aneddoto: inizialmente, la vettura doveva chiamarsi semplicemente Rekord, ma a causa di alcuni problemi di ordine burocratico, alla Opel fu impedito di depositarne il nome, mentre fu invece accettato il nome Olympia Rekord. Ma a guerra conclusa, le precarie condizioni in cui versava la fabbrica Opel di Rüsselsheim e più in generale l'intero apparato industriale tedesco durante il secondo dopoguerra, obbligarono i vertici Opel a ripiegare su una riedizione della vecchia Olympia, aggiornata solo in pochissimi dettagli ma in generale praticamente identica al modello pre-bellico. Questo fintanto che le risorse della Opel non fossero nuovamente in grado di avviare e sviluppare un progetto per intero e di portarlo definitivamente alla sua fase di industrializzazione. Il tanto agognato progetto fu ripreso solo alla fine del 1948 e si propose la realizzazione di una vettura dal disegno più moderno che potesse lasciare alle proprie spalle la tragica e lunga serie di eventi che avevano caratterizzato la prima parte di quel decennio. Inizialmente previsto per il gennaio del 1952, l'esordio della nuova vettura slittò in seguito fino al marzo dell'anno seguente. Il 16 marzo 1953 vennero diffuse le prime foto ufficiali relative alla Olympia Rekord, mentre la presentazione avvenne al Salone di Francoforte, che in quell'anno si tenne all'inizio della primavera, e più precisamente dal 19 al 29 marzo.

### Caratteristiche

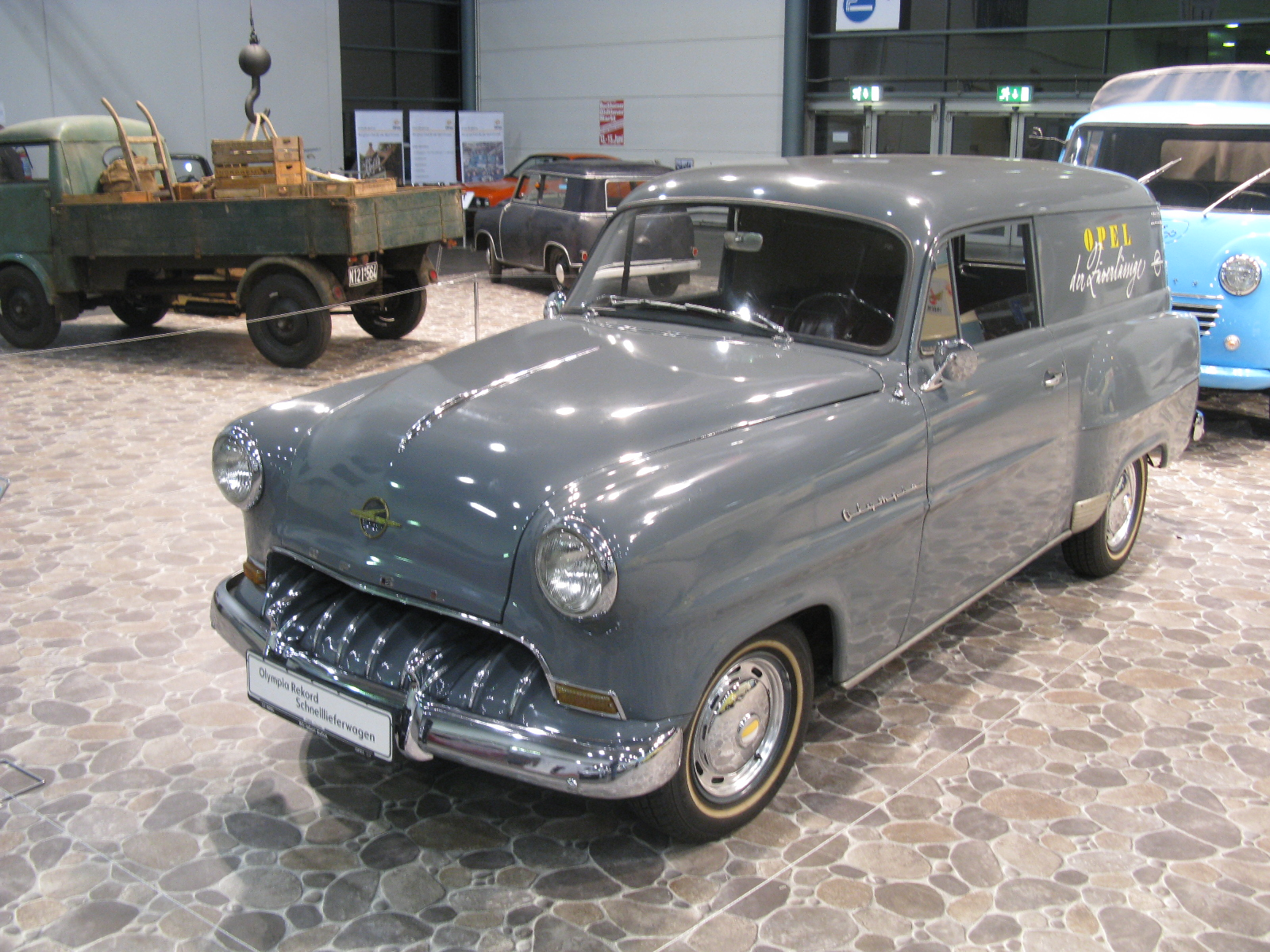
Una Olympia Rekord in versione furgoncino, denominata Schnelllieferwagen

Rispetto al modello che l'ha preceduta, l'Olympia Rekord era una vettura assai più moderna già nella linea, che abbandonava le forme massicce e le classiche carrozzerie a due volumi tipiche della fine degli anni quaranta, per proporre un corpo vettura a tre volumi, dalle forme arrotondate e compatte, quel tipo di carrozzeria che in quegli anni veniva definito come "carrozzeria Ponton", e che si contrapponeva al precedente stile, sempre tondeggiante, ma a parafanghi sporgenti. Lo stile utilizzato era quello tipico delle vetture americane dell'epoca, e venne imposto dalla General Motors anche nella produzione europea che gravitava nella sua orbita, perciò anche in quella della Casa del "fulmine". Oramai questi ultimi erano perfettamente integrati nel resto della carrozzeria. Solo quelli posteriori rimanevano più bombati. Il frontale era caratterizzato da una grande calandra a forma di "bocca" munita di inserti metallici che nel contesto apparivano simili a "denti". Il frontale era inoltre completato da proiettori circolari e da un grande stemma della Casa situato sopra la calandra. Posteriormente, la coda mostrava un lieve accenno di pinne sulle quali erano incastonati i piccoli fari posteriori. Il lunotto era di piccole dimensioni, il che non consentiva un'ampia visuale nelle manovre in retromarcia.
Tecnicamente, la vettura era invece più convenzionale: ferma restando l'architettura meccanica generale, ancora del tipo a motore anteriore longitudinale e a trazione posteriore. Ovviamente fu riproposta la struttura a scocca portante, ma stavolta utilizzando una base meccanica a passo allungato da 2,394 a 2,487 metri. Le restanti soluzioni tecniche comprendevano novità sporadiche solo in alcuni punti. Ad esempio, per quanto riguarda le sospensioni, la Olympia Rekord montava gli stessi schemi meccanici per avantreno e retrotreno già proposti fin dal 1947 sulla Olympia, ma l'unica differenza fu quella relativa al tipo di ammortizzatori impiegati, stavolta di tipo idraulico telescopico anziché a leva. Il retrotreno conservò la soluzione ad assale rigido. L'impianto frenante rimaneva del tipo a tamburi sulle quattro ruote, ma nel caso del nuovo modello venne aumentata la superficie frenante. Altra differenza a livello telaistico fu quella relativa ai nuovi cerchi da soli 13 pollici, che andavano a sostituire i vecchi cerchi da 15 pollici montati nelle ultime Olympia. Tale scelta nacque dall'esigenza di avere dei passaruota meno ingombranti all'interno dell'abitacolo, in modo da offrire più spazio per gli occupanti. Per quanto riguarda il propulsore, anche qui si ebbero poche novità, in quanto veniva riproposto il vecchio propulsore da 1,5 litri montato anche sulle precedenti Olympia. Anche qui vi furono però delle differenze: grazie alla rivisitazione dei condotti di aspirazione e scarico, all'utilizzo di un nuovo asse a camme e all'innalzamento del rapporto di compressione, si ebbe un aumento abbastanza sensibile nell'erogazione di coppia motrice (da 88 a 95 Nm), a fronte di un aumento solo appena percettibile nel picco di potenza massima (da 39 a 40 CV). Il cambio era sempre manuale a 3 marce, con leva di comando sul piantone del volante.

### L'evoluzione dell'Olympia Rekord

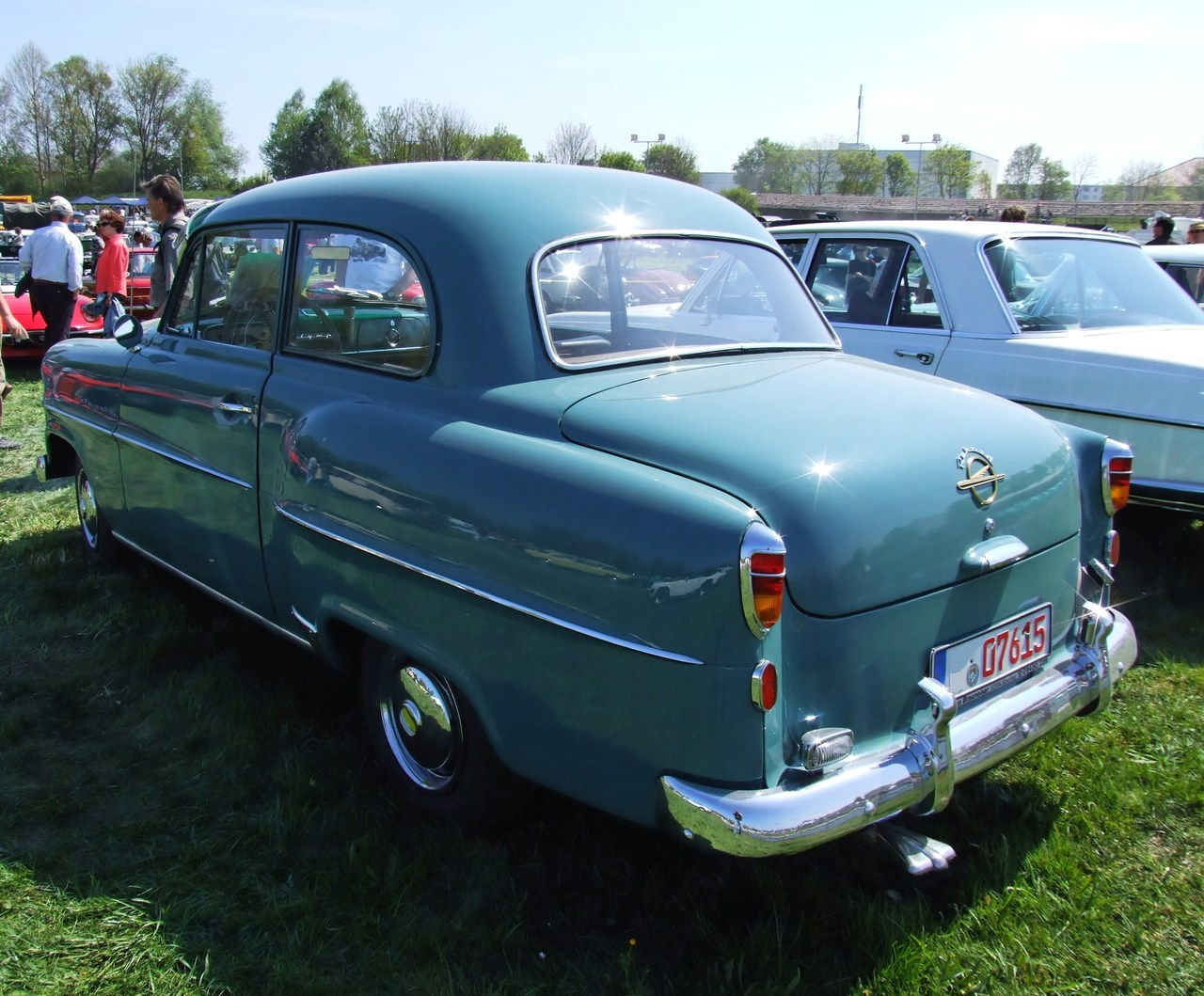
Vista posteriore di una delle prime Olympia Rekord

In base a una politica commerciale voluta dalla stessa General Motors, la carriera della Olympia Rekord si sarebbe snodata attraverso vari aggiornamenti annuali, esattamente come accadeva, e come sarebbe accaduto ancora per decenni, nelle auto prodotte e commercializzate oltreoceano. La gamma iniziale fu costituita dapprima dalla sola versione berlina a 2 porte e la commercializzazione fu avviata nell'aprile del 1953. La Olympia Rekord fu venduta a un prezzo assai concorrenziale, il che ne sancì immediatamente il successo: già durante la presentazione, quasi 1.500 furono gli ordini per la nuova Opel di fascia media.
Il promettente inizio fece da apripista per l'ampliamento della gamma: infatti, già a luglio, fu introdotta la versione giardinetta, denominata Caravan, una denominazione che sarebbe durata a lungo nella produzione delle giardinette Opel. Anche la giardinetta aveva la carrozzeria a due portiere per lato e così pure la sua variante per trasporto merci, denominata Schnelllieferwagen, introdotta un mese più tardi. Queste due versioni montavano il retrotreno ad assale rigido, ma con una piccola differenza rispetto alla berlina, consistente nelle molle a balestra: mentre nella versione berlina erano a 3 foglie, nelle versioni giardinetta e furgoncino erano a 5 foglie. Ciò consentiva di sopportare meglio i maggiori carichi a cui tali versioni erano destinate. La versione furgoncino era ovviamente caratterizzata dall'assenza dei finestrini laterali posteriori e del lunotto, ed era accreditata di una portata massima di 480 kg.

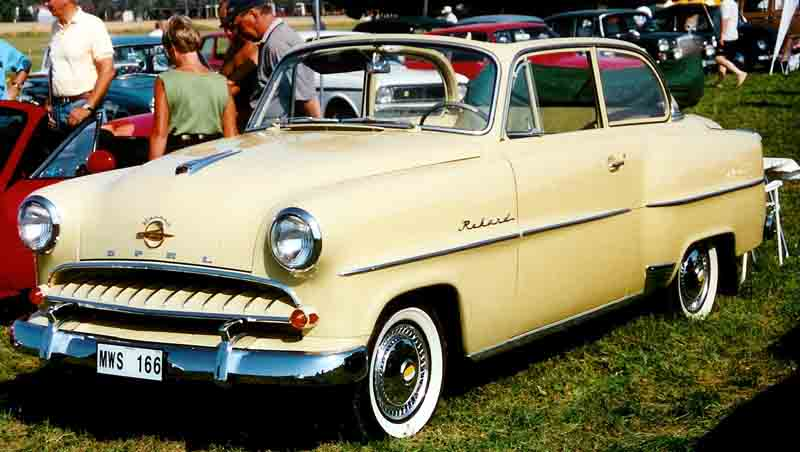
Una Olympia Rekord dopo il restyling di fine 1954, qui in versione trasformabile

Nel febbraio del 1954 vi fu un ulteriore ampliamento della gamma, con l'introduzione della versione trasformabile, praticamente una berlina con tetto ripiegabile in tela. L'arrivo di tale versione fu tuttavia preannunciato già alla fine dell'anno precedente mediante la diffusione di disegni e foto. La produzione di tale versione non durò che pochi mesi, fino a luglio. Il 14 ottobre del 1954, cominciò la produzione del modello '55, con modifiche esteriori e alla meccanica. Dal punto di vista stilistico, la parte più modificata fu il frontale, dove scomparvero i minacciosi "denti" e la "bocca" assunse un aspetto più "lineare". Tale soluzione fu dettata dall'esigenza di migliorare il raffreddamento del motore grazie a un più massiccio apporto di aria all'interno del vano motore. A tale proposito, anche il cofano motore fu oggetto di ridisegnamenti, mentre nella zona posteriore si ebbe l'arrivo di un nuovo lunotto di maggiori dimensioni. Meccanicamente, la novità più significativa si ebbe nel motore, che utilizzò una nuova testata dotata di camere di scoppio più efficienti e valvole maggiorate. Ciò non portò a un aumento di potenza, che rimase sempre a 40 CV di picco, ma a un miglior rendimento termico del motore, a cui contribuirono anche altre soluzioni, come l'ulteriore innalzamento del rapporto di compressione e una nuova rivisitazione dei condotti di aspirazione e scarico.

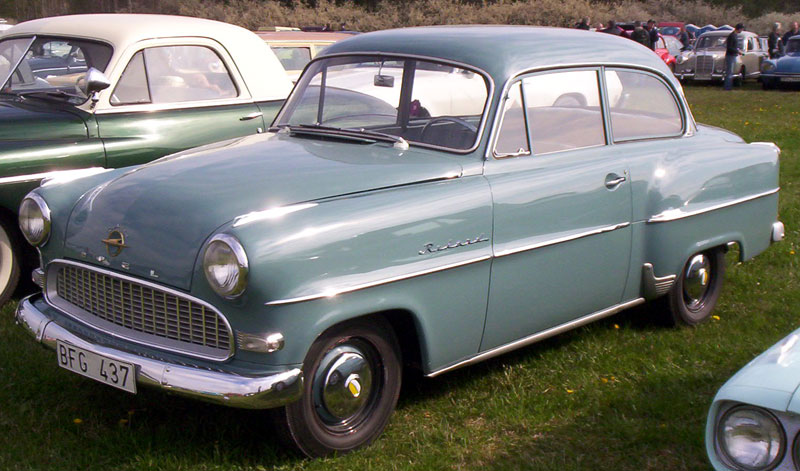
Una Olympia Rekord terza serie, introdotta nell'agosto 1955

Per venire incontro anche a una fascia leggermente più bassa di clientela, con l'arrivo della nuova serie fu introdotta anche una versione più economica, denominata semplicemente Olympia, che differiva dalle normali Olympia Rekord per gli allestimenti più semplificati. Tuttavia tale versione ottenne un successo minore di quello che arrise alle Olympia Rekord. In ogni caso, attraverso continui aggiornamenti, la Olympia rimase in listino fino al 1959. Intanto, nel febbraio del 1955 venne introdotta una nuova versione trasformabile, basata sulla Olympia Rekord aggiornata pochi mesi prima. Per il resto, la gamma della Olympia Rekord rimase immutata, comprese le versioni Caravan e furgoncino.
Ma già nel luglio del 1955, la produzione della seconda serie cessò e il 17 agosto cominciò quella della terza serie: a cambiare esteticamente fu nuovamente il frontale, che ora sfoggiava una calandra ovale a sviluppo orizzontale e coperta da una griglia. Anche i paraurti furono completamente nuovi e quello anteriore fu privato dei rostri. Dal punto di vista meccanico, il motore beneficiò di nuove rivisitazioni che ne innalzarono la potenza a 45 CV, riuscendo nel contempo a ottenere una lieve diminuzione dei consumi. Altri aggiornamenti degni di nota furono quelli relativi al nuovo cambio a 3 marce interamente sincronizzato e alla nuova scatola sterzo, non più a vite e settore, ma a circolazione di sfere. Venne inoltre montato un serbatoio di maggiori dimensioni e vennero adottati nuovi pneumatici senza camera d'aria. La versione economica Olympia venne integrata nel programma di aggiornamento e a partire dal febbraio del 1956, venne introdotta la nuova versione trasformabile, anche stavolta destinata a una produzione di pochi mesi: verrà prodotta infatti fino al mese di giugno dello stesso anno. 

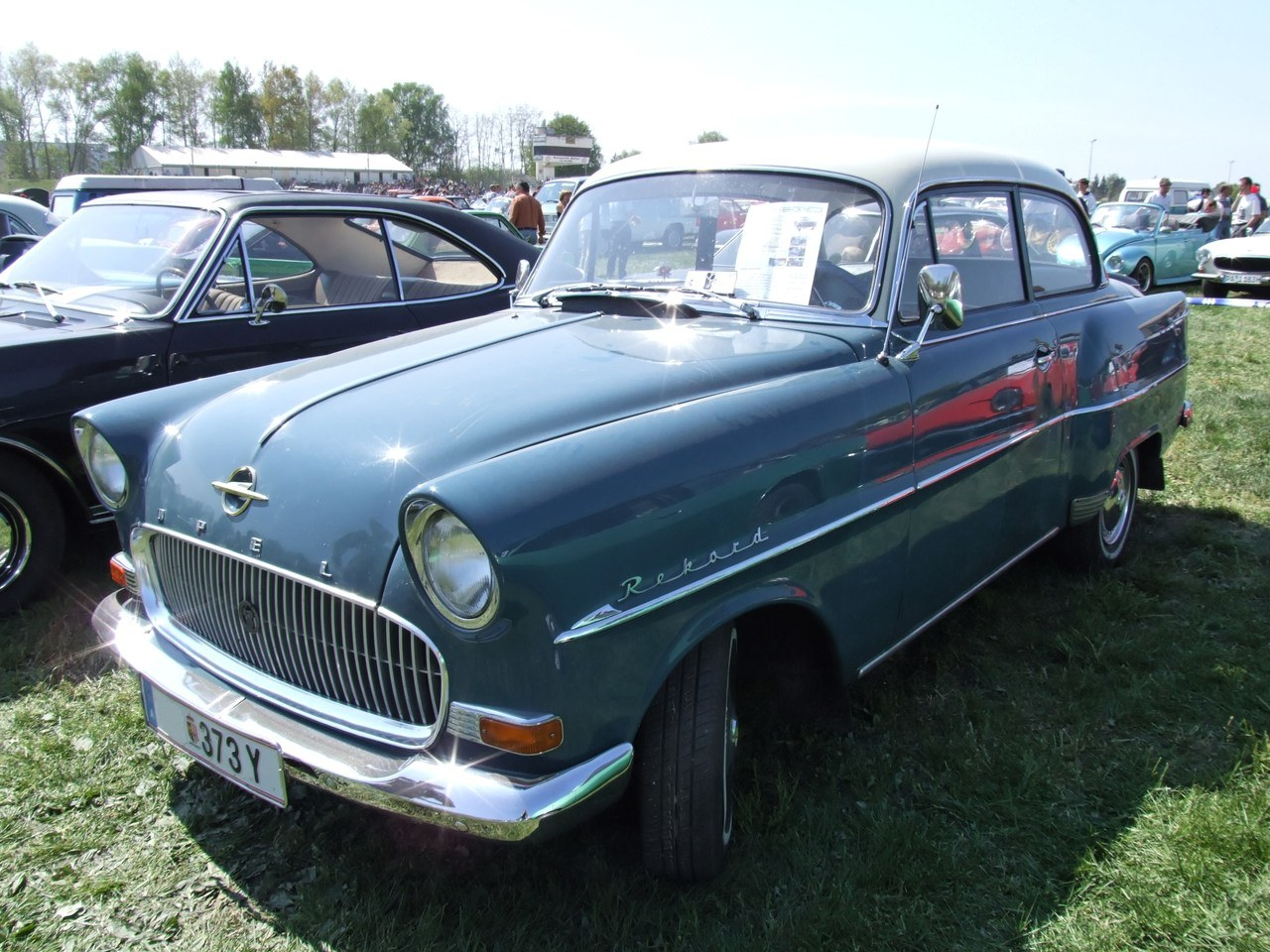
Una delle ultime Olympia Rekord, dell'inizio del 1957

Durante il seguente mese di luglio, comunque, cessò di essere prodotta anche la terza serie dopo undici mesi di carriera commerciale. Nello stesso mese vennero modificate le linee di montaggio per ospitare la quarta e ultima serie, che puntualmente cominciò a essere prodotta il 13 agosto. Quest'ultima serie della Olympia Rekord si distingueva nettamente dalla precedente innanzitutto nuovamente nel frontale, che sfoggiava una calandra ovale di maggiori dimensioni. Inoltre, i fari rinunciarono alla classica cornice cromata di cui disponevano fino a quel momento per essere incastonati in due nuovi alloggiamenti il cui disegno proteso in avanti andava a coprire leggermente i fari stessi creando una sorta di effetto palpebra. Fu ridisegnato anche il passaruota anteriore, che prima aveva un disegno trapezoidale, mentre ora aveva un nuovo andamento semicircolare. Posteriormente le pinne si fecero più appuntite e seguirono grosso modo l'iter stilistico degli alloggiamenti dei fari anteriori. Si trattò di aggiornamenti stilistici volti ad avvicinare la Olympia Rekord alla "sorella maggiore" Kapitän, quest'ultima giunta ormai alla sua quinta serie. Qui la gamma vide una variazione: l'ultima serie della Olympia Rekord non fu più prevista in versione trasformabile, ma a richiesta era possibile avere la berlina dotata di un tetto apribile. Nonostante ciò, sono stati riscontrati esemplari dell'ultima serie con carrozzeria trasformabile, ma di essi non si sa nulla di più. La produzione terminò nel luglio del 1957: con i suoi 169.721 esemplari, la quarta serie della Olympia Rekord fu anche quella prodotta in maggior numero di esemplari.
In realtà vi fu spazio per un altro modello recante la denominazione commerciale Olympia Rekord: fu la Olympia Rekord P, lanciata proprio nell'estate del 1957 e che però in seguito venne ridenominata ufficiosamente Rekord P1 per stabilire una sorta di continuità con il suo modello erede, ossia la Rekord P2 del 1960. Per questo motivo, nonostante la denominazione ufficiale, la Olympia Rekord P viene sempre trattata nell'ambito della storia della Opel Rekord.

### Fine della storia
Il nome Olympia non cessò di esistere, ma fino al 1960 andò a identificare anche le versioni economiche della successiva gamma Rekord, ovviamente basate sui nuovi modelli. Il nome sarebbe tornato un'ultima volta tra il 1968 e il 1970, periodo in cui venne prodotta e commercializzata la Olympia A, versione lussuosa della gamma Kadett B.
Le naturali eredi della Olympia Rekord furono due: più in alto la già citata Rekord e più in basso la 1200, che a sua volta verrà rimpiazzata dalle nuove Kadett. Sia la 1200 sia la Rekord erano vetture derivate direttamente dalla Olympia Rekord e anche strettamente imparentate tra loro.

Il successo della Olympia Rekord fu enorme, anche se oggi in pochi si ricordano di essa. Grazie alla strategia economica di apportare un restyling ogni anno e di mantenere pressoché inalterato il prezzo di listino, la vettura si mantenne continuamente fresca nelle linee e appetibile dal punto di vista economico e qualitativo. La Olympia Rekord fu prodotta in oltre 580 000 esemplari.

### Tabella riepilogativa
Di seguito vengono riassunte le caratteristiche relative alle varie versioni costituenti la gamma della Olympia Rekord. Da questa tabella sono escluse le Olympia Rekord P, che invece vengono trattate unitamente alla produzione della Rekord:
| Modello                               | Olympia | Olympia | Olympia | Olympia Rekord | Olympia Rekord | Olympia Rekord | Olympia Rekord | Olympia Rekord | Olympia Rekord | Olympia Rekord | Olympia Rekord | Olympia Rekord | Olympia Rekord | Olympia Rekord | Olympia Rekord | Olympia Rekord | Olympia Rekord | Olympia Rekord |
| ------------------------------------- | --- | --- | --- | --- | --- | --- | --- | --- | --- | --- | --- | --- | --- | --- | --- | --- | --- | --- |
| Carrozzeria                           | Berlina | Berlina | Berlina | Berlina | Berlina | Berlina | Berlina | Trasformabile | Trasformabile | Trasformabile | Caravan | Caravan | Caravan | Caravan | Lieferwagen | Lieferwagen | Lieferwagen | Lieferwagen |
| Anni di produzione                    | 09/1954-07/1955 | 08/1955-07/1956 | 08/1956-07/1957 | 03/1953-09/1954 | 09/1954-07/1955 | 08/1955-07/1956 | 08/1956-07/1957 | 02/1954-07/1954 | 02/1955-07/1955 | 02/1956-06/1956 | 07/1953-09/1954 | 09/1954-07/1955 | 08/1955-07/1956 | 08/1956-07/1957 | 07/1953-09/1954 | 09/1954-07/1955 | 08/1955-07/1956 | 08/1956-07/1957 |
| Esemplari prodotti                    | 7.332 | 10.273 | 8.013 | 121.830 | 80.704 | 100.199 | 125.4291 | 5.006 | 4.554 | 2.944 | 1.369 | 19.709 | 25.833 | 28.663 | 610 | 5.318 | 5.338 | 7.616 |
| Prezzo all'esordio in marchi tedeschi | 5.690 | 5.250 | 5.350 | 6.250 | 6.250 | 5.990 | 6.100 | 6.550 | 6.550 | 6.300 | 6.550 | 6.550 | 6.300 | 6.400 | 6.150 | - | - | - |
| Motore                                | OHV Four 1,5 litri | OHV Four 1,5 litri | OHV Four 1,5 litri | OHV Four 1,5 litri | OHV Four 1,5 litri | OHV Four 1,5 litri | OHV Four 1,5 litri | OHV Four 1,5 litri | OHV Four 1,5 litri | OHV Four 1,5 litri | OHV Four 1,5 litri | OHV Four 1,5 litri | OHV Four 1,5 litri | OHV Four 1,5 litri | OHV Four 1,5 litri | OHV Four 1,5 litri | OHV Four 1,5 litri | OHV Four 1,5 litri |
| Posizione                             | Anteriore longitudinale | Anteriore longitudinale | Anteriore longitudinale | Anteriore longitudinale | Anteriore longitudinale | Anteriore longitudinale | Anteriore longitudinale | Anteriore longitudinale | Anteriore longitudinale | Anteriore longitudinale | Anteriore longitudinale | Anteriore longitudinale | Anteriore longitudinale | Anteriore longitudinale | Anteriore longitudinale | Anteriore longitudinale | Anteriore longitudinale | Anteriore longitudinale |
| Numero e disposizione dei cilindri    | 4 cilindri in linea | 4 cilindri in linea | 4 cilindri in linea | 4 cilindri in linea | 4 cilindri in linea | 4 cilindri in linea | 4 cilindri in linea | 4 cilindri in linea | 4 cilindri in linea | 4 cilindri in linea | 4 cilindri in linea | 4 cilindri in linea | 4 cilindri in linea | 4 cilindri in linea | 4 cilindri in linea | 4 cilindri in linea | 4 cilindri in linea | 4 cilindri in linea |
| Cilindrata (cm³)                      | 1488 | 1488 | 1488 | 1488 | 1488 | 1488 | 1488 | 1488 | 1488 | 1488 | 1488 | 1488 | 1488 | 1488 | 1488 | 1488 | 1488 | 1488 |
| Alesaggio e corsa (mm)                | 80 x 74 | 80 x 74 | 80 x 74 | 80 x 74 | 80 x 74 | 80 x 74 | 80 x 74 | 80 x 74 | 80 x 74 | 80 x 74 | 80 x 74 | 80 x 74 | 80 x 74 | 80 x 74 | 80 x 74 | 80 x 74 | 80 x 74 | 80 x 74 |
| Alimentazione                         | Carburatore monocorpo Opel (licenza Carter)                                                                                 | Carburatore monocorpo Opel (licenza Carter)                                                                                 | Carburatore monocorpo Opel (licenza Carter)                                                                                 | Carburatore monocorpo Opel (licenza Carter)                                                                                 | Carburatore monocorpo Opel (licenza Carter)                                                                                 | Carburatore monocorpo Opel (licenza Carter)                                                                                 | Carburatore monocorpo Opel (licenza Carter)                                                                                 | Carburatore monocorpo Opel (licenza Carter)                                                                                 | Carburatore monocorpo Opel (licenza Carter)                                                                                 | Carburatore monocorpo Opel (licenza Carter)                                                                                 | Carburatore monocorpo Opel (licenza Carter)                                                                                 | Carburatore monocorpo Opel (licenza Carter)                                                                                 | Carburatore monocorpo Opel (licenza Carter)                                                                                 | Carburatore monocorpo Opel (licenza Carter)                                                                                 | Carburatore monocorpo Opel (licenza Carter)                                                                                 | Carburatore monocorpo Opel (licenza Carter)                                                                                 | Carburatore monocorpo Opel (licenza Carter)                                                                                 | Carburatore monocorpo Opel (licenza Carter)                                                                                 |
| Rapporto di compressione              | 6,5:1 | 6,9:1 | 6,9:1 | 6,3:1 | 6,5:1 | 6,9:1 | 6,9:1 | 6,3:1 | 6,5:1 | 6,9:1 | 6,3:1 | 6,5:1 | 6,9:1 | 6,9:1 | 6,3:1 | 6,5:1 | 6,9:1 | 6,9:1 |
| Potenza massima (CV/rpm)              | 40/3600 | 45/3900 | 45/3900 | 40/3800 | 40/3600 | 45/3900 | 45/3900 | 40/3800 | 40/3600 | 45/3900 | 40/3800 | 40/3600 | 45/3900 | 45/3900 | 40/3800 | 40/3600 | 45/3900 | 45/3900 |
| Coppia massima (Nm/rpm)               | 100/1800 | 100/2300 | 100/2300 | 95/1900 | 100/1800 | 100/2300 | 100/2300 | 95/1900 | 100/1800 | 100/2300 | 95/1900 | 100/1800 | 100/2300 | 100/2300 | 95/1900 | 100/1800 | 100/2300 | 100/2300 |
| Albero a gomiti                       | Su 4 supporti di banco | Su 4 supporti di banco | Su 4 supporti di banco | Su 4 supporti di banco | Su 4 supporti di banco | Su 4 supporti di banco | Su 4 supporti di banco | Su 4 supporti di banco | Su 4 supporti di banco | Su 4 supporti di banco | Su 4 supporti di banco | Su 4 supporti di banco | Su 4 supporti di banco | Su 4 supporti di banco | Su 4 supporti di banco | Su 4 supporti di banco | Su 4 supporti di banco | Su 4 supporti di banco |
| Frizione                              | Monodisco a secco | Monodisco a secco | Monodisco a secco | Monodisco a secco | Monodisco a secco | Monodisco a secco | Monodisco a secco | Monodisco a secco | Monodisco a secco | Monodisco a secco | Monodisco a secco | Monodisco a secco | Monodisco a secco | Monodisco a secco | Monodisco a secco | Monodisco a secco | Monodisco a secco | Monodisco a secco |
| Trazione                              | Posteriore | Posteriore | Posteriore | Posteriore | Posteriore | Posteriore | Posteriore | Posteriore | Posteriore | Posteriore | Posteriore | Posteriore | Posteriore | Posteriore | Posteriore | Posteriore | Posteriore | Posteriore |
| Cambio                                | Manuale a 3 marce | Manuale a 3 marce | Manuale a 3 marce | Manuale a 3 marce | Manuale a 3 marce | Manuale a 3 marce | Manuale a 3 marce | Manuale a 3 marce | Manuale a 3 marce | Manuale a 3 marce | Manuale a 3 marce | Manuale a 3 marce | Manuale a 3 marce | Manuale a 3 marce | Manuale a 3 marce | Manuale a 3 marce | Manuale a 3 marce | Manuale a 3 marce |
| Struttura                             | Scocca portante | Scocca portante | Scocca portante | Scocca portante | Scocca portante | Scocca portante | Scocca portante | Scocca portante | Scocca portante | Scocca portante | Scocca portante | Scocca portante | Scocca portante | Scocca portante | Scocca portante | Scocca portante | Scocca portante | Scocca portante |
| Sospensioni ant.                      | A ruote indipendenti con bracci trasversali, barra stabilizzatrice, molle elicoidali e ammortizzatori idraulici telescopici | A ruote indipendenti con bracci trasversali, barra stabilizzatrice, molle elicoidali e ammortizzatori idraulici telescopici | A ruote indipendenti con bracci trasversali, barra stabilizzatrice, molle elicoidali e ammortizzatori idraulici telescopici | A ruote indipendenti con bracci trasversali, barra stabilizzatrice, molle elicoidali e ammortizzatori idraulici telescopici | A ruote indipendenti con bracci trasversali, barra stabilizzatrice, molle elicoidali e ammortizzatori idraulici telescopici | A ruote indipendenti con bracci trasversali, barra stabilizzatrice, molle elicoidali e ammortizzatori idraulici telescopici | A ruote indipendenti con bracci trasversali, barra stabilizzatrice, molle elicoidali e ammortizzatori idraulici telescopici | A ruote indipendenti con bracci trasversali, barra stabilizzatrice, molle elicoidali e ammortizzatori idraulici telescopici | A ruote indipendenti con bracci trasversali, barra stabilizzatrice, molle elicoidali e ammortizzatori idraulici telescopici | A ruote indipendenti con bracci trasversali, barra stabilizzatrice, molle elicoidali e ammortizzatori idraulici telescopici | A ruote indipendenti con bracci trasversali, barra stabilizzatrice, molle elicoidali e ammortizzatori idraulici telescopici | A ruote indipendenti con bracci trasversali, barra stabilizzatrice, molle elicoidali e ammortizzatori idraulici telescopici | A ruote indipendenti con bracci trasversali, barra stabilizzatrice, molle elicoidali e ammortizzatori idraulici telescopici | A ruote indipendenti con bracci trasversali, barra stabilizzatrice, molle elicoidali e ammortizzatori idraulici telescopici | A ruote indipendenti con bracci trasversali, barra stabilizzatrice, molle elicoidali e ammortizzatori idraulici telescopici | A ruote indipendenti con bracci trasversali, barra stabilizzatrice, molle elicoidali e ammortizzatori idraulici telescopici | A ruote indipendenti con bracci trasversali, barra stabilizzatrice, molle elicoidali e ammortizzatori idraulici telescopici | A ruote indipendenti con bracci trasversali, barra stabilizzatrice, molle elicoidali e ammortizzatori idraulici telescopici |
| Sospensioni post.                     | Ad assale rigido con molle a balestra ed ammortizzatori idraulici telescopici                                               | Ad assale rigido con molle a balestra ed ammortizzatori idraulici telescopici                                               | Ad assale rigido con molle a balestra ed ammortizzatori idraulici telescopici                                               | Ad assale rigido con molle a balestra ed ammortizzatori idraulici telescopici                                               | Ad assale rigido con molle a balestra ed ammortizzatori idraulici telescopici                                               | Ad assale rigido con molle a balestra ed ammortizzatori idraulici telescopici                                               | Ad assale rigido con molle a balestra ed ammortizzatori idraulici telescopici                                               | Ad assale rigido con molle a balestra ed ammortizzatori idraulici telescopici                                               | Ad assale rigido con molle a balestra ed ammortizzatori idraulici telescopici                                               | Ad assale rigido con molle a balestra ed ammortizzatori idraulici telescopici                                               | Ad assale rigido con molle a balestra ed ammortizzatori idraulici telescopici                                               | Ad assale rigido con molle a balestra ed ammortizzatori idraulici telescopici                                               | Ad assale rigido con molle a balestra ed ammortizzatori idraulici telescopici                                               | Ad assale rigido con molle a balestra ed ammortizzatori idraulici telescopici                                               | Ad assale rigido con molle a balestra ed ammortizzatori idraulici telescopici                                               | Ad assale rigido con molle a balestra ed ammortizzatori idraulici telescopici                                               | Ad assale rigido con molle a balestra ed ammortizzatori idraulici telescopici                                               | Ad assale rigido con molle a balestra ed ammortizzatori idraulici telescopici                                               |
| Impianto frenante                     | Idraulico a quattro tamburi, freno a mano con comando a cavo                                                                | Idraulico a quattro tamburi, freno a mano con comando a cavo                                                                | Idraulico a quattro tamburi, freno a mano con comando a cavo                                                                | Idraulico a quattro tamburi, freno a mano con comando a cavo                                                                | Idraulico a quattro tamburi, freno a mano con comando a cavo                                                                | Idraulico a quattro tamburi, freno a mano con comando a cavo                                                                | Idraulico a quattro tamburi, freno a mano con comando a cavo                                                                | Idraulico a quattro tamburi, freno a mano con comando a cavo                                                                | Idraulico a quattro tamburi, freno a mano con comando a cavo                                                                | Idraulico a quattro tamburi, freno a mano con comando a cavo                                                                | Idraulico a quattro tamburi, freno a mano con comando a cavo                                                                | Idraulico a quattro tamburi, freno a mano con comando a cavo                                                                | Idraulico a quattro tamburi, freno a mano con comando a cavo                                                                | Idraulico a quattro tamburi, freno a mano con comando a cavo                                                                | Idraulico a quattro tamburi, freno a mano con comando a cavo                                                                | Idraulico a quattro tamburi, freno a mano con comando a cavo                                                                | Idraulico a quattro tamburi, freno a mano con comando a cavo                                                                | Idraulico a quattro tamburi, freno a mano con comando a cavo                                                                |
| Pneumatici                            | 5,60-13 | 5,60-13 | 5,60-13 | 5,60-13 | 5,60-13 | 5,60-13 | 5,60-13 | 5,60-13 | 5,60-13 | 5,60-13 | 6,40-13 | 6,40-13 | 6,40-13 | 6,40-13 | 6,40-13 | 6,40-13 | 6,40-13 | 6,40-13 |
| Sterzo                                | Vite e settore | Circolazione di sfere | Circolazione di sfere | Vite e settore | Vite e settore | Circolazione di sfere | Circolazione di sfere | Vite e settore | Vite e settore | Circolazione di sfere | Vite e settore | Vite e settore | Circolazione di sfere | Circolazione di sfere | Vite e settore | Vite e settore | Circolazione di sfere | Circolazione di sfere |
| Massa in ordine di marcia             | 895 | 895 | 895 | 895 | 895 | 895 | 895 | 895 | 895 | 895 | 1.050 | 1.050 | 1.050 | 1.050 | 1.050 | 1.050 | 1.050 | 1.050 |
| Serbatoio (litri)                     | 31 | 35 | 35 | 31 | 31 | 35 | 35 | 31 | 31 | 35 | 31 | 31 | 35 | 35 | 31 | 31 | 35 | 35 |
| Velocità massima (km/h)               | 115 | 122 | 122 | 115 | 115 | 122 | 122 | 115 | 115 | 122 | 115 | 115 | 122 | 122 | 115 | 115 | 122 | 122 |
| Consumo medio (L/100 km)              | 8,2 | 7,8 | 7,8 | 8,2 | 8,2 | 7,8 | 7,8 | 8,2 | 8,2 | 7,8 | 8,2 | 8,2 | 7,8 | 7,8 | 8,2 | 8,2 | 7,8 | 7,8 |
| Note                                  | | | | | | | | | | | | | | | | | | |
| 1Di cui 5.753 con tetto apribile      | | | | | | | | | | | | | | | | | | |